# 库西卜·森达尔
库西卜·森达尔（英語：Khushbu Sundar，1970年9月29日—），印度女政客、演員、製片人及電視名人。她出身于泰米尔纳德邦的穆斯林家庭，娘家姓: Khan。长大后她改信了印度教。她的丈夫叫C. 森达尔，是电影导演。
他们居住在钦奈的Tollywood电影城附近，养育两个子女。森达尔有三个兄弟，一个叫Abdullah S. Khan，是著名的音乐家；

## 出名作品
1980年童星出道，影片有——Laawaris、Thodisi Bewafaii，生涯演过100多部电影，伊出名的岁月里，常常同Rajinikanth、Kamal Haasan、Prabhu等有名男影星同台共演。